# Richard F. Casten
Richard F. Casten (* 1. November 1941) ist ein US-amerikanischer Kernphysiker.
Casten studierte am College of the Holy Cross, promovierte 1967 an der Yale University (die Arbeit dazu führte er am MP1-Tandem-Beschleuniger aus) und war dann als Post-Doktorand bis 1969 am Niels-Bohr-Institut in Kopenhagen und danach bis 1971 am Los Alamos National Laboratory. Ab 1971 war er Wissenschaftler am Brookhaven National Laboratory, wo er Senior Scientist und Gruppenleiter (ab 1981, Nuclear Structure Group) wurde und bis 1997 war. Er untersuchte dort die Struktur von Kernen mit Neutroneneinfang. Ab 1995 war er an der Yale University als Professor und Direktor des Wright Nuclear Structure Laboratory (WNSL), was er bis 2008 blieb. Er ist in Yale seit 2006 D. Allan Bromley Professor for Physics. Er war unter anderem Gastwissenschaftler an der Universität Köln (Institut für Kernphysik), am CERN (ISOLDE-Anlage), an der State University of New York at Stony Brook und am Institut Laue-Langevin (1976/77) in Grenoble. Seit 2015 ist Casten Professor Emeritus und Fellow am Henry Koerner Center for Emeritus Faculty.
Casten befasst sich mit Kernstrukturuntersuchungen, insbesondere Entstehung und Entwicklung von kollektiven Moden und Deformation mit der Nukleonenzahl, Phasenübergängen in Kernen (Critical Point Symmetries nach Francesco Iachello), der Proton-Neutron-Wechselwirkung in Kernen, dynamischen Symmetrien im  Interacting Boson Approximation (IBA) (Casten oder IBM-Symmetrie-Dreieck, Symmetriegruppe O(6)).
Er ist Fellow der American Physical Society (APS), des britischen Institute of Physics und der American Association for the Advancement of Science. 1983 erhielt er den Humboldt-Preis für Senior US Scientists. Er ist Ehrendoktor in Universität Bukarest und Surrey. Er ist Mitherausgeber von Physical Review C für experimentelle Kernstrukturuntersuchungen. 2009 erhielt er den Mentoring Award der Sektion für Kernphysik der APS. 2011 erhielt er den Tom-W.-Bonner-Preis für Kernphysik. 2008 war er Vorsitzender des Bereichs Kernphysik der APS und 2003 bis 2005 Vorstand des Nuclear Science Advisory Committee (NSAC).

## Schriften
- Nuclear Structure from a Simple Perspective, Oxford University Press 1990, 2. Auflage 2001
- Herausgeber Algebraic approaches to nuclear structure: interacting boson and fermion models, Harwood Academic Publishers, 1993